# Agilmar Machado
Agilmar Machado (Araranguá, 28 de julho de 1934) é um jornalista e escritor brasileiro, patrono e ocupante da cadeira 21 da Academia Criciumense de Letras (ACLe).

## Carreira
Agilmar Machado iniciou sua carreira na Comunicação em 1949, na Rádio Eldorado de Criciúma, tendo dirigido dezenas de jornais. É autor de várias obras literárias contendo aspectos regionais, sendo a mais destacada "História da Comunicação no Sul de Santa Catarina". Dentre os veículos de comunicação em que trabalhou está o "Jornal de Laguna", e o Jornal "Tribuna do Sul". Também foi locutor e gerente da Rádio Difusora.
Em 1973, foi o coordenador da primeira Festa Nacional do Pinhão, criada pela Prefeitura Municipal, e que se tornou um evento anual no calendário municipal.
Participa de vários órgãos de divulgação, especialmente virtuais, tanto no exterior como no Brasil.[carece de fontes?]
Aos 75 anos recebeu, por decreto legislativo municipal, cidadania de Laguna, cidade de Santa Catarina.

## Obras
- Maracajá (Tabajara, 2000)[8]
- História da Comunicação no Sul de Santa Catarina[9]